# Luis Fernández-Vega Sanz
Luis Fernández-Vega Sanz (Oviedo; 23 de enero de 1952) es un oftalmólogo español presidente de la Fundación Princesa de Asturias entre 2018 y 2023. Ha sido catedrático de Oftalmología por la Universidad de Oviedo y jefe del Servicio de Oftalmología del Hospital Universitario Central de Asturias, hasta su jubilación en 2023.

## Reseña biográfica
Luis Fernández-Vega Sanz conforma la cuarta generación de oftalmólogos asturianos Fernández-Vega.
Fue presidente de la Sociedad Española de Cirugía Ocular Implanto Refractiva (SECOIR) entre 1996 y el 2000, y actualmente es su presidente de honor.
En octubre de 2005 fue nombrado académico de número por la Academia Médico-Quirúrgica Española y entre 2011 y 2015 fue el presidente de la Sociedad Española de Oftalmología.
Desde 2013 es elegido presidente de la Comisión Nacional de Oftalmología y en junio de 2017 fue nombrado académico de número por la Real Academia de Medicina de Asturias.
En abril de 2018 fue nombrado presidente de la Fundación Princesa de Asturias.
Tiene una calle dedicada en la ciudad de Oviedo.

## Distinciones
Entre los reconocimientos ha obtenido a lo largo de su trayectoria profesional se incluyen:
- 2005, Académico de Número por la Academia Médico-Quirúrgica Española.
- 2015, Medalla de Oro del Colegio de Médicos de Asturias.[6]
- 2017, Académico de Número por la Real Academia de Medicina de Asturias.
- 2017, VII Premio "Álvarez Margaride"[7]
- 2022, Medalla de Oro de Granda.[8]
- 2023, Gran Cruz de la Orden del Mérito Civil.[9]